# Juan Álvarez Gato
Juan Álvarez Gato (Madrid, 1440? - 1509) va ser un poeta castellà del Prerenaixement pertanyent a l'anomenada lírica cançoneral.

## Biografia
Sincer cristià nou, va haver de patir tota la seva vida la marginació de jueus i cristians per això. Va ser armat cavaller per Joan II de Castella el 1453. Va servir al rei Enric IV i després va exercir el càrrec de majordom de la reina Isabel I. Protegit per Beltrán de la Cueva, va entrar després al servei dels poderosos Arias Dávila (Diego, Juan i Pedro), també conversos, i al dels Mendoza de Guadalajara; va ser amic de l'arquebisbe de Granada fra Hernando de Talavera.

## Obra
D'ell va dir Gómez Manrique que "fablaba perles i plata". La seva obra poètica, tota dins de l'art menor i dins de l'estil de la lírica cançonera, està formada per 104 composicions. Les primeres tenen per tema l'amor profà; les peces devotes ocupen l'última meitat d'aquest, i amb freqüència incorporen cobles i tornades populars de vegades adaptats "al diví". També, segons Marcelino Menéndez Pelayo, "va elevar la sàtira a la dignitat de funció social". Les seves obres s'han conservat a través d'un còdex de la Reial Acadèmia de la Història i a través dels poemes recollits en el Cançoner general d'Hernando del Castillo. Va escriure a més dotze cartes en prosa de to ascètic i se li atribueix la Vida de l'arquebisbe de Granada, Fra Hernando de Talavera.

## Homenatges
La llista de carrers de la ciutat de Madrid li dedica des de fa segles un carrer en el seu nucli antic.